# لحاء الغول
لِحَاء الغُول أو لِحْيَة مِسُون (الاسم العلمي: .Asplenium trichomanes L) هي نوع نباتات من جنس الطُّحَال ومن الفصيلة الطُّحَالِيَّة ومن رتبة السرخسيات.